# Terra Sancti Benedicti

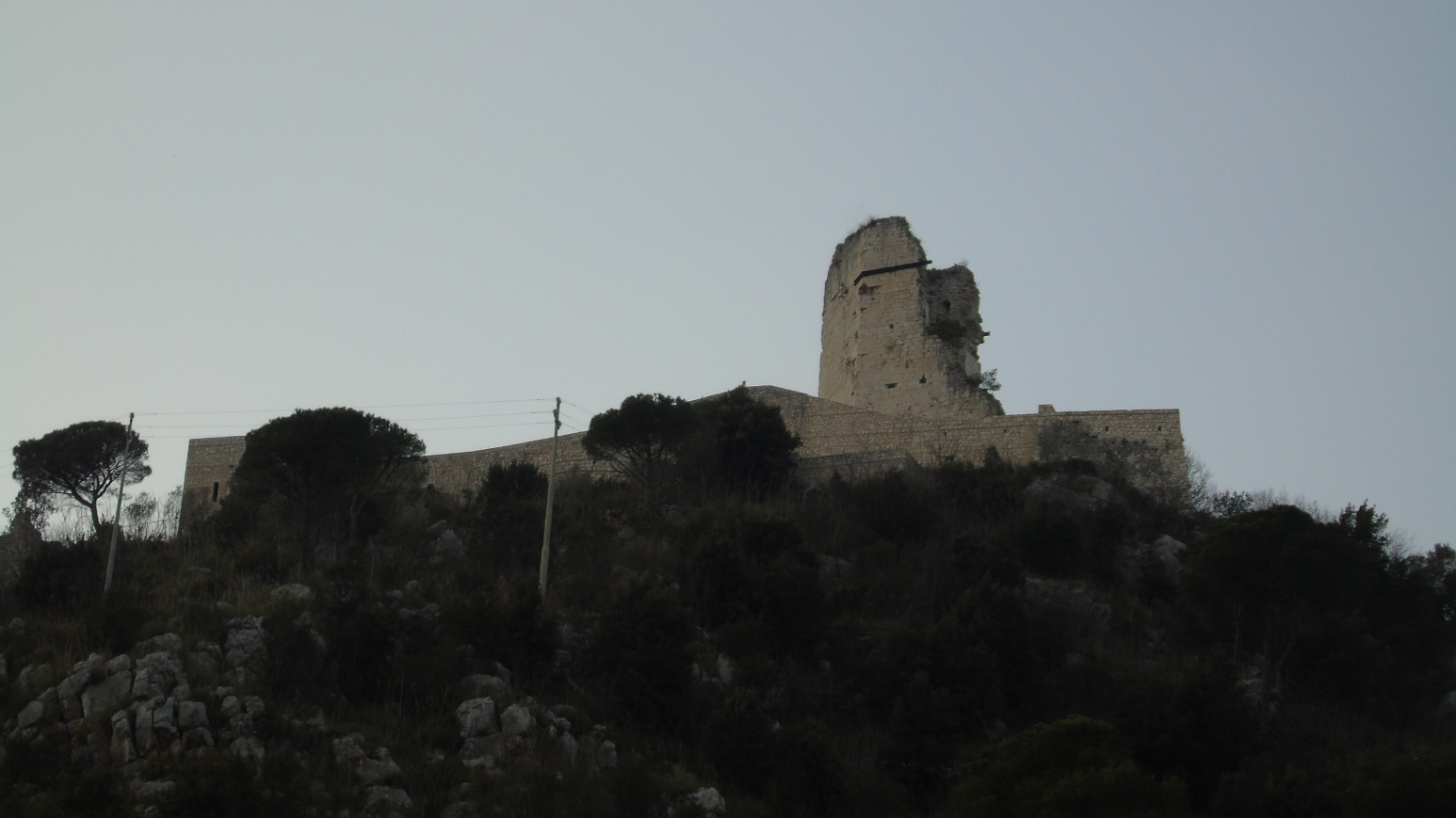
Rocca Janula, Cassino

La Terra Sancti Benedicti ("Tierra de San Benedicto") era el territorio secular, o seignory, de la poderosa Abadía de Montecassino, el monasterio más importante del Mezzogiorno y uno de los primeros monasterios occidentales: fue fundado por el propio Benedicto de Nursia, y de allí proviene el nombre de sus posesiones.
Estas posesiones seculares tienen su origen en la donación de Gisulf II de Benevento en 744. La Terra no era muy extensa, básicamente estaba conformada por una zona que rodeaba la colina de Montecassino, era tierra valiosa y el sitio de numerosas batallas. Inmediatamente fue asignada a la Santa Sede y conformó su propio estado. En 1057 el Papa Víctor II declaró que el abad de Montecassino tenía preeminencia sobre y por sobre todos los otros abades.